# Volgograd
« Stalingrad » redirige ici. Pour les autres significations, voir Stalingrad (homonymie).
Volgograd  (russe : Волгоград), anciennement Tsaritsyne  (russe : Царицын, 1589-1925), puis Stalingrad  (russe : Сталинград, 1925-1961), est la capitale administrative de l'oblast de Volgograd dans le sud de la Russie européenne. Elle est située sur la rive droite de la Volga. Ses habitants sont appelés les Volgogradois.
Fondée comme forteresse en 1589 sous le nom de Tsaritsyne, la ville était devenue au XIXe siècle un important port fluvial et un centre commercial, entraînant une croissance démographique rapide. En novembre 1917, au début de la guerre civile russe, elle passe sous contrôle bolchevik, avant de tomber brièvement aux mains des Armées blanches au milieu de l'année 1919, mais revint sous contrôle bolchevique en janvier 1920. En 1925, la ville fut rebaptisée Stalingrad en l'honneur de Joseph Staline, qui dirigeait alors le pays. Fin 1942 et début 1943, la ville a été le théâtre d'une bataille ayant fait sa notoriété mondiale, la bataille de Stalingrad, qui a duré six mois, sans doute la plus meurtrière et sanglante de l'histoire. Tournant de la Seconde Guerre mondiale, la bataille marqua le début du cycle inexorable des défaites et de la retraite des armées hitlériennes ; la ville a alors pratiquement été anéantie. Elle reçut le titre de ville héros de l'Union soviétique, et en 1961, l'administration de Nikita Khrouchtchev rebaptisa la ville Volgograd dans le cadre de la déstalinisation.
Forte de 1 018 898 habitants en 2024, elle est la première ville de son oblast, la deuxième du district fédéral du Sud et la quatrième sur les rives de la Volga. Ville industrielle importante, ses industries comprennent la production d'acier et d'aluminium, la construction navale, la fabrication de machines et de véhicules et le raffinage du pétrole. Le barrage de Volgograd est la plus puissante centrale hydroélectrique d'Europe, et se situe dans le nord de la ville.  
Volgograd est aujourd'hui le site de la Statue de la Mère-Patrie, une statue de 85 mètres de haut dédiée aux héros de la bataille de Stalingrad, qui est la plus haute statue d'Europe, ainsi que la plus haute statue de femme au monde. La ville possède de nombreux sites touristiques, tels que des musées et le Vieux Sarepta. Volgograd était l'une des villes hôtes de la Coupe du Monde de la FIFA 2018.

## Étymologie des noms successifs de la ville

### Tsaritsyne

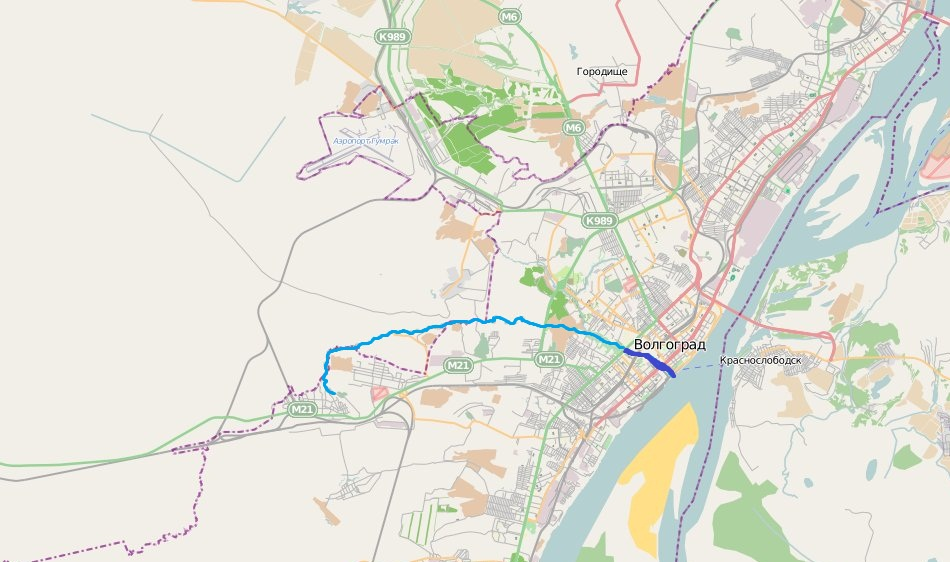
Cours de la Tsaritsa en bleu. Aujourd'hui, la partie finale de son cours est partiellement couverte (en bleu foncé). La confluence de cette rivière avec la Volga est environ 1 km au sud du centre ville historique.

Le nom initial de la ville, Tsaritsyne, est lié au turc « Sāriğšin » ou « Sāriğsın » signifiant « tombe jaune » ou bien à « Sāriğšın » qui veut dire « Ville du trône jaune (d’or) ». Dans l’orthographe précédant la réforme de 1918, le nom de Tsaritsyne était écrit « Царицынъ », avec le signe dur.
En interprétation plus précise, le premier établissement humain sur place à la fin du XVIe siècle, sous forme de forteresse, avait été implanté à la confluence de la rivière Tsaritsa (ru) (en russe : Цари́ца) et du fleuve Volga. Or, la Tsaritsa tire son nom du mot local Sary Su (qui veut dire « eau — ou rivière — jaune » en langue tatare).
Le nom initial de la ville est donc d'origine géographique en langue turque ou tatare (qui est aussi une langue turque) et n'a ainsi pas de relation avec le mot « tsar » qui, lui, est d'origine latine, par contraction du mot Caesar, mot qui servait à désigner les empereurs romains à la suite d'Auguste (mort au Ier siècle apr. J.-C.). Ainsi, une croyance corrélée attribue parfois à cette étymologie erronée, le changement du nom de la ville après la chute de l'Empire tsariste en 1917.

### Stalingrad
Lorsque Vladimir Ilitch Lénine meurt en 1924, Joseph Staline est secrétaire général du parti communiste ; le 10 avril 1925, Tsaritsyne est rebaptisée « Stalingrad » en hommage au rôle de Staline dans la défense de la ville pendant la guerre civile russe. Le nom « Stalingrad » est ainsi la composition évidente du nom Staline (« Сталин ») et de grad (« град », mot slave pour désigner un établissement humain, très fréquent dans les noms de villes russes).

### Volgograd
Après la mort de Staline en 1953, le nouveau secrétaire général Nikita Khrouchtchev lance la politique de déstalinisation. Ainsi, huit ans plus tard en 1961, le nom de la ville est changé en « Volgograd », du nom de la Volga (« Волга »), le fleuve qui arrose la ville. Il redevient alors d'étymologie purement géographique.

## Géographie

### Situation
Volgograd, qui se trouve à 846 km au sud de Nijni Novgorod et à 915 km au sud-sud-est de Moscou, est la ville russe la plus étendue, puisqu'elle s'étire sur environ 80 km le long de la Volga (Cette fourchette est variable selon l’étendue des travaux d’urbanisation de la ville), ,.
La majeure partie de la ville est située sur la rive droite du fleuve. On peut noter la présence de quelques îles (Sarpinsky, Golodny, Denejny) situées entre les deux rives qui peuvent être assimilées à la ville. Elles ne sont pas urbanisées mais abritent quelques datchas.

Depuis 2006, deux ponts permettent de traverser la Volga. Dans la partie sud de la ville est situé le canal Don-Volga, qui relie vers l'ouest les deux cours d'eau depuis 1952.
| - OpenStreetMap Limite de la ville. |

### Climat
| Mois                              | jan.  | fév.  | mars | avril | mai  | juin | jui. | août | sep. | oct. | nov. | déc. | année |
| --------------------------------- | ----- | ----- | ---- | ----- | ---- | ---- | ---- | ---- | ---- | ---- | ---- | ---- | ----- |
| Température minimale moyenne (°C) | −10,7 | −10,7 | −4,5 | 5,1   | 12   | 16,1 | 18,4 | 17,1 | 11,6 | 4    | −1,3 | −7   | 4,2   |
| Température maximale moyenne (°C) | −4,5  | −4,3  | 2,6  | 15,4  | 22,7 | 26,9 | 29,3 | 27,9 | 21,6 | 12,2 | 4    | −1,9 | 12,7  |
| Précipitations (mm)               | 37    | 29    | 26   | 25    | 37   | 37   | 36   | 37   | 26   | 24   | 43   | 46   | 403   |

## Histoire

### DuXVIeau début duXXesiècle
Volgograd est fondée en 1589 en tant que « forteresse de Tsaritsyne », à la confluence de la petite rivière Tsaritsa (ru) (en russe : Цари́ца) et du fleuve Volga. La forteresse est construite pour défendre les frontières instables de la Russie des tsars Ivan le Terrible, Fédor Ier et Boris Godounov, avant de devenir le noyau d’un important centre d’échanges.
Elle est prise deux fois par les rebelles Cosaques, sous Stenka Razine pendant la rébellion de 1670, puis sous Emelian Pougatchev en 1774.

Tsaritsyne, chef-lieu d'ouïezd du gouvernement de Saratov, devient un important port fluvial ainsi qu’un haut lieu de commerce au XIXe siècle.
- Vues de Tsaritsyne du XVIIe au début du XXe siècle

Vues de Tsaritsyne du
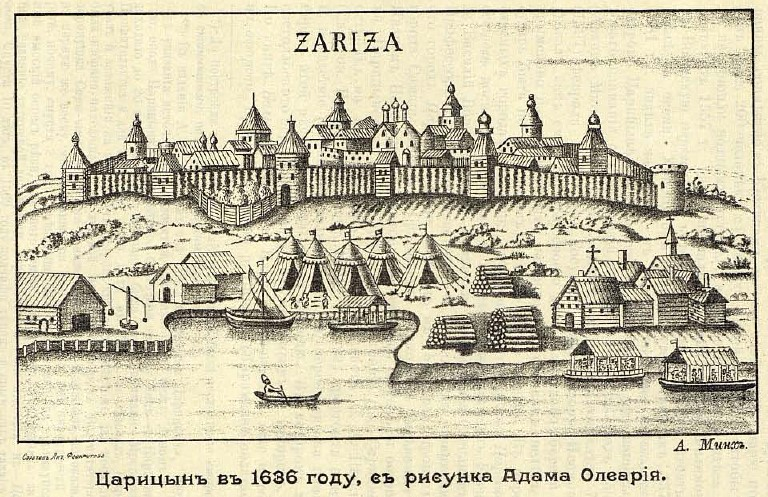
La première ville dans ses fortifications en 1636. On observe le nom de la ville « Zariza » en titre de la gravure.
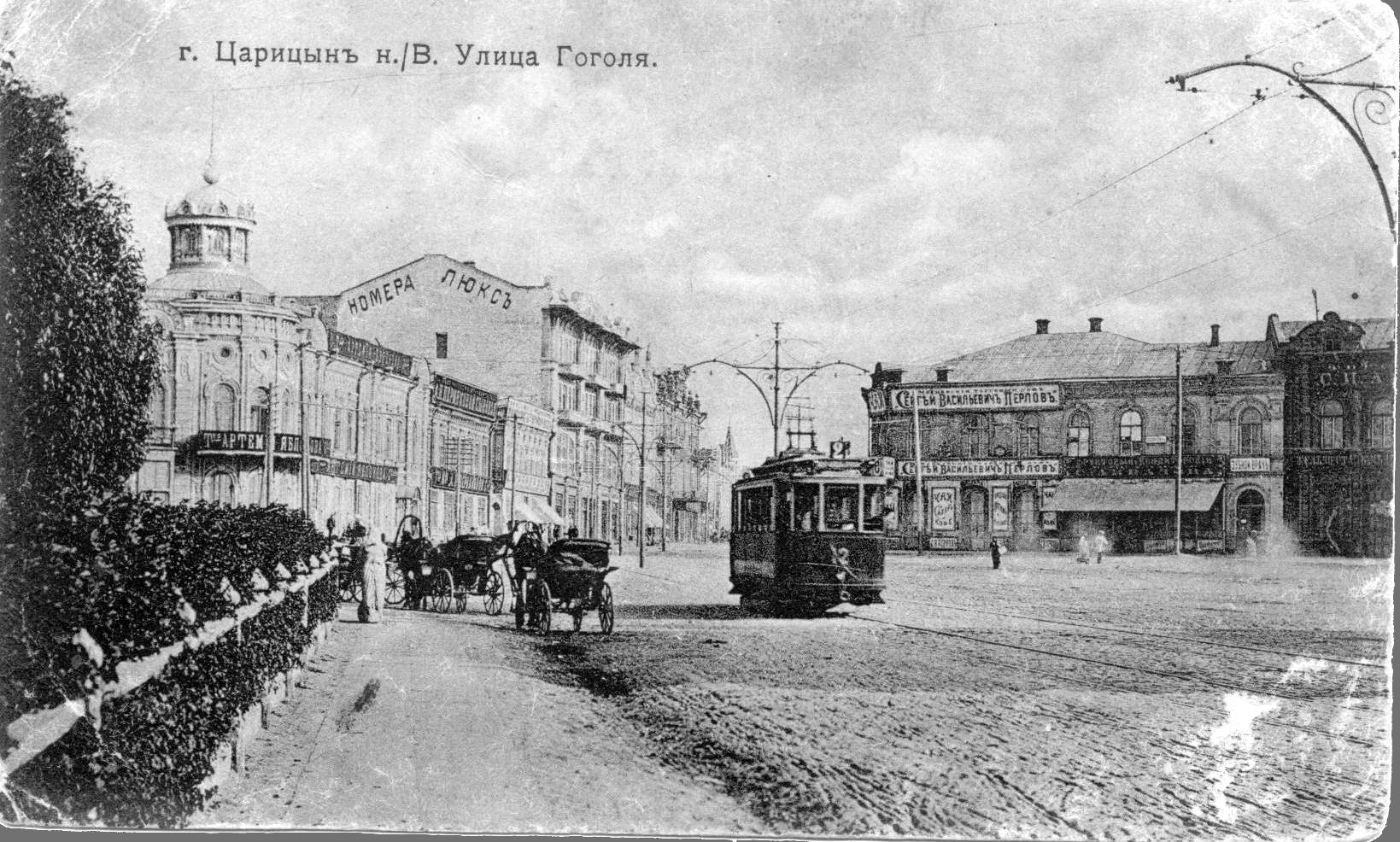
Rue et tramway en 1914.
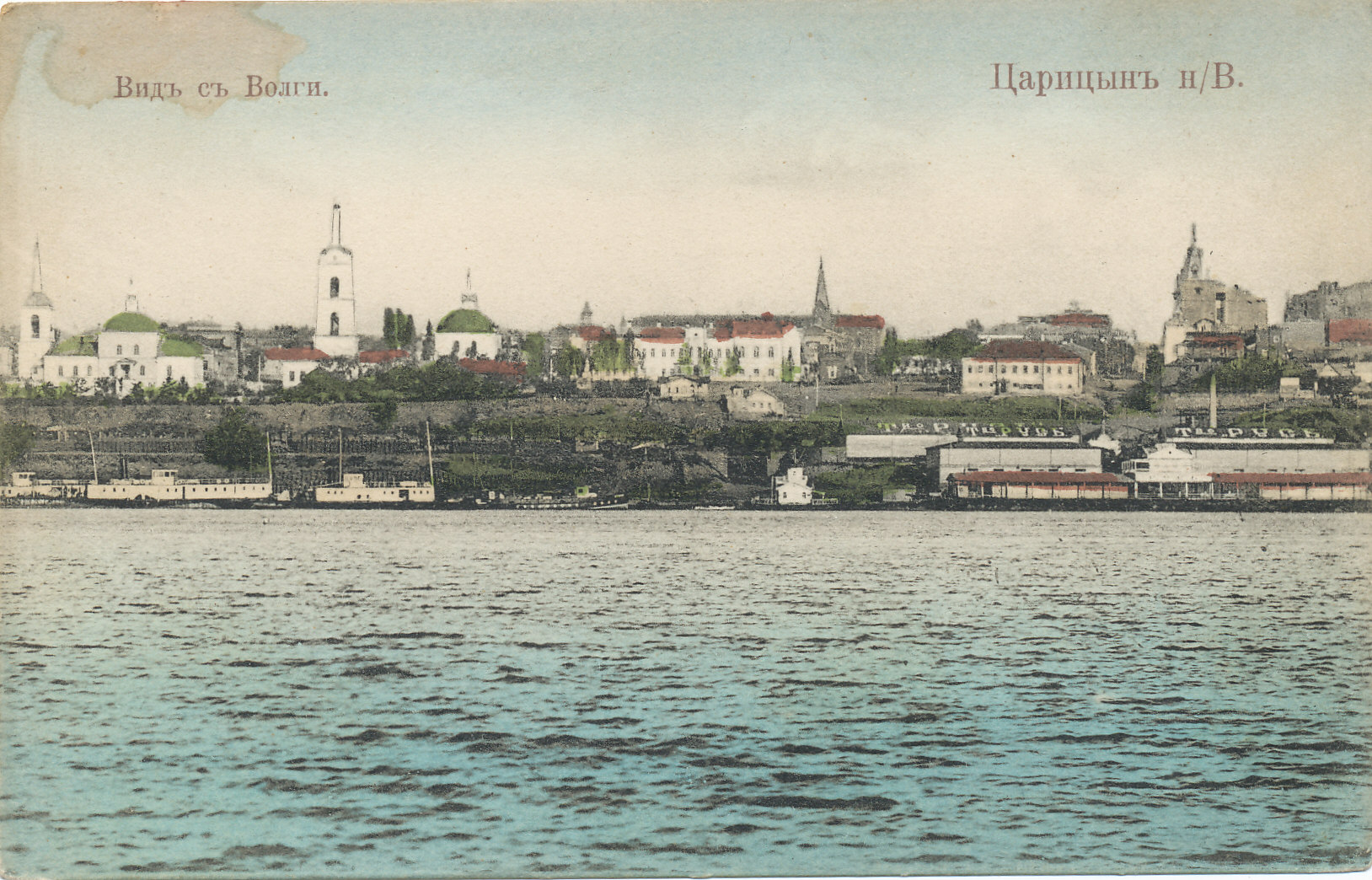
Vue depuis l'autre rive de la Volga, avant 1917.

### AuXXesiècle, révolution puis communisme
La ville est le théâtre de durs combats durant la guerre civile russe. Initialement aux mains des bolcheviques, la ville est prise, le 30 juin 1919, par l’armée du Caucase des Forces armées du Sud de la Russie sous la direction du général Piotr Nikolaïevitch Wrangel. Les forces communistes dirigées par Kliment Vorochilov et Semion Boudienny, reprennent la ville en décembre 1919, et s'assurent définitivement de son contrôle en janvier 1920 ; Staline participa à la bataille, en faisant exécuter, sous les encouragements de Lénine, tous les contre-révolutionnaires avérés ou présumés.

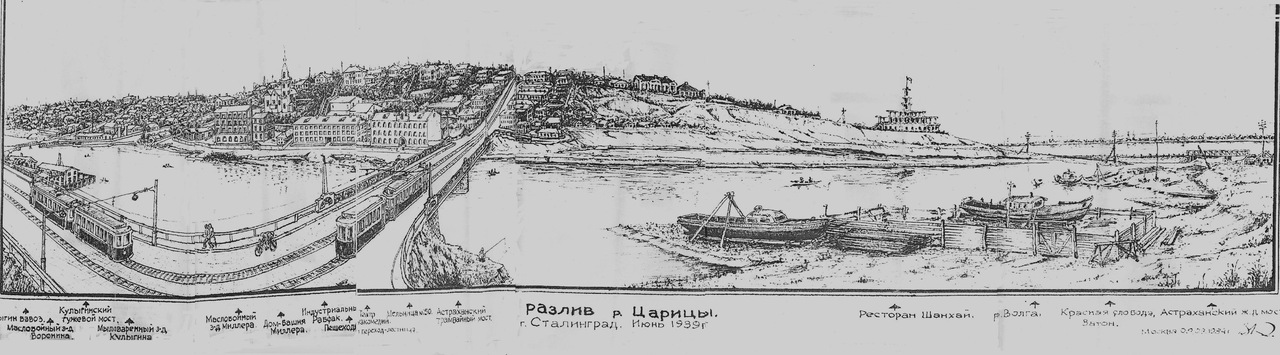
En 1939, le pont Astrakhan (avec voies ferrées) sur la Tsaritsa — rivière qui a donné son premier nom à la ville — et vue sur la colline du centre ville. Vers la droite (à l'est), la confluence avec la Volga.

En avril 1925, la ville est renommée Stalingrad (littéralement : « la ville de Staline »). Ce changement de nom va dans le sens du renommage des villes aux noms des dirigeants bolcheviks durant la période soviétique.
Après son arrivée au poste de secrétaire général du PCUS, en décembre 1927, Joseph Staline lance l’industrialisation de la ville. C’est ainsi qu'un centre industriel et un centre de fret ferroviaire et fluvial voient le jour.

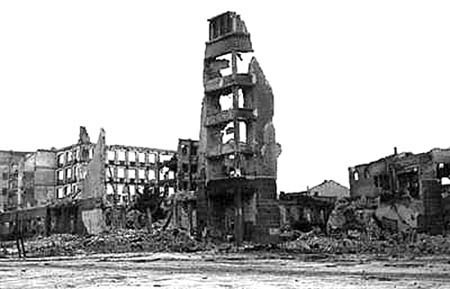
Édifices de Stalingrad après la bataille, probablement en 1943 ou 1944.

Durant la Seconde Guerre mondiale — appelée « Grande Guerre patriotique » en Union soviétique —, la ville est le centre de la bataille de Stalingrad. Considérée comme l'une des batailles décisives de la guerre contre les forces de l'Axe, elle est aussi l'une des plus coûteuses en vies humaines de l’histoire militaire. Les forces allemandes atteignent la ville le 23 août 1942 et, sous la pression des attaques soviétiques qui les détruisent progressivement suivies d'un encerclement, finissent par capituler le 2 février 1943. En termes de pertes humaines, environ 250 000 soldats des forces de l’Axe ainsi que 480 000 soldats soviétiques trouvent la mort, sans prendre en compte le nombre toujours inconnu des civils tués, ni celui encore plus élevé des blessés. La ville est pratiquement anéantie, réduite à un champ de ruines et de gravats, mais sa reconstruction démarre dès le lendemain de la capitulation allemande.

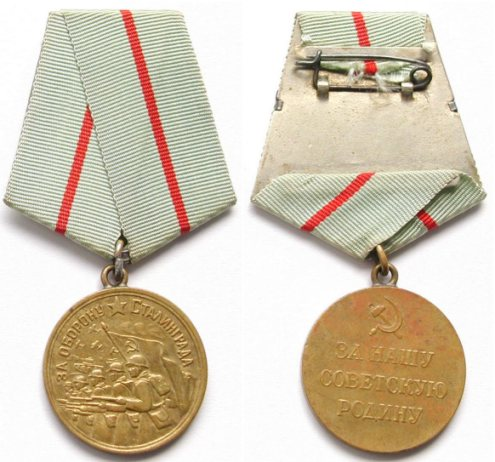
Médaille soviétique « Pour la défense de Stalingrad ».

Pour l’héroïsme de ses habitants et des soldats qui la défendirent, Stalingrad reçoit le titre de « Ville héros » (en russe : город-герой, gorod-gueroï) en 1945, et le roi George VI (Royaume-Uni) récompense pour leur bravoure les citoyens de Stalingrad par une épée sertie de diamants. Un mémorial dominé par une imposante statue allégorique de la Mère Patrie est bâti dans les années 1960 sur le kourgane Mamaïev, une des collines où la guerre fut la plus intense. Un grand nombre de villes à travers le monde, et plus spécialement celles qui endurèrent les affres de la guerre, ont établi des liens de jumelage et d’amitié avec la ville.
En 1961, dans le cadre de la déstalinisation lancée par Nikita Khrouchtchev, la ville prend le nom de Volgograd (« Ville de la Volga »). Cette décision reste sujette à polémique en raison du passé glorieux de la ville et il y eut une proposition sérieuse de rétablir le nom de Stalingrad pendant le court mandat de Konstantin Tchernenko, en 1985. Il existe toujours un fort engouement local pour un retour au nom de Stalingrad, et des propositions font leur apparition de temps à autre, jusqu’ici toujours refusées par le gouvernement russe.

### XXIesiècle
En janvier 2013, la ville annonce revenir au nom de Stalingrad de façon exceptionnelle pour une durée d'un jour, commémorant les 70 ans de la fin de la bataille de Stalingrad. Elle renouvelle l'opération le 2 février 2023, pour la commémoration des 80 ans de la bataille.
À partir de 2014 une préparation active à l'accueil de matchs de la Coupe du monde de football 2018 commence. Notamment, au pied du kourgane Mamaïev, un stade international, le Volgograd Arena, a été édifié.
Toujours pour la Coupe du monde de football 2018, trois pistes d’entraînement sont soit construites, soit reconstruites, et cela au siège de l’Académie de la culture physique et du sport, du club sportif Olympia et du stade Zenit ; en outre, trois hôtels nouveaux voient le jour. D'autres travaux d'aménagement sont effectués dans la ville : l’hôpital clinique de l’aide médicale d’urgence no 25 est reconstruit, avec une piste pour hélicoptères dans l'enceinte de l'hôpital ; des routes sont construites ou rénovées, pour une longueur totale de 280 km, ainsi que des lignes ferroviaires et des installations aéroportuaires.[réf. nécessaire]

### Attentats terroristes
Le 24 août 2005, le vol 1353 de Volga-AviaExpress, un avion du type Tupolev Tu-134, immatriculé RA-65080, volant de Moscou à Volgograd, explose en altitude à la suite d'une attaque terroriste islamiste suicide. Toutes les personnes à bord, 34 passagers et 9 membres d'équipage, sont tuées.
Le 21 octobre 2013, à environ 14 h, des officiers des services de renseignements russes annoncent qu'une bombe portée par une femme a explosé dans un bus transportant 40 passagers à l'arrêt de bus Lesobaza. 
Irina Gogolieva, la porte-parole du ministère des Situations d'urgence, confirme qu'au moins 5 personnes sont mortes et 17 autres blessées. Le lendemain, Vladimir Markine du Comité d'enquête de la fédération de Russie annonce que l'auteur de l'attentat est Naïda Assialova, une femme de 30 ans originaire du Daghestan.
Le 29 décembre 2013, la gare de la ville est la cible d'un attentat-suicide provoquant la mort de plusieurs personnes, dont la terroriste. Un autre attentat du même type est commis le lendemain, dans un trolleybus, causant également de nombreux morts et blessés.

## Politique et administration

### Résultats électoraux
| Scrutin          | 1er tour | 1er tour | 1er tour | 1er tour | 1er tour | 1er tour | 1er tour | 1er tour | 1er tour | 1er tour | 1er tour | 1er tour | 2d tour     | 2d tour     | 2d tour     | 2d tour     | 2d tour     | 2d tour     | 2d tour     | 2d tour     |
| Scrutin          | 1er      | 1er      | %        | 2e       | 2e       | %        | 3e       | 3e       | %        | 4e       | 4e       | %        | 1er         | %           | 2e          | %           | 3e          | %           | 4e          | %           |
| ---------------- | -------- | -------- | -------- | -------- | -------- | -------- | -------- | -------- | -------- | -------- | -------- | -------- | ----------- | ----------- | ----------- | ----------- | ----------- | ----------- | ----------- | ----------- |
| Municipales 2013 |          | ER       | 37,54    |          | KPRF     | 16,57    |          | SRZP     | 10,06    |          | LDPR     | 7,11     | Tour unique | Tour unique | Tour unique | Tour unique | Tour unique | Tour unique | Tour unique | Tour unique |
| Municipales 2018 |          | ER       | 52,64    |          | LDPR     | 14,65    |          | KPRF     | 13,12    |          | SRZP     | 7,7      | Tour unique | Tour unique | Tour unique | Tour unique | Tour unique | Tour unique | Tour unique | Tour unique |
| Municipales 2023 |          | ER       | 55,02    |          | KPRF     | 14,74    |          | LDPR     | 13,93    |          | SRZP     | 8,86     | Tour unique | Tour unique | Tour unique | Tour unique | Tour unique | Tour unique | Tour unique | Tour unique |

### Divisions administratives
La ville est divisée en 8 raïons (arrondissements), du nord au sud :
1. Traktorozavodski
2. Krasnooktiabrski
3. Dzerjinski
4. Centralny
5. Vorochilovski
6. Sovietski
7. Kirovski
8. Krasnoarmeïski

### Jumelages

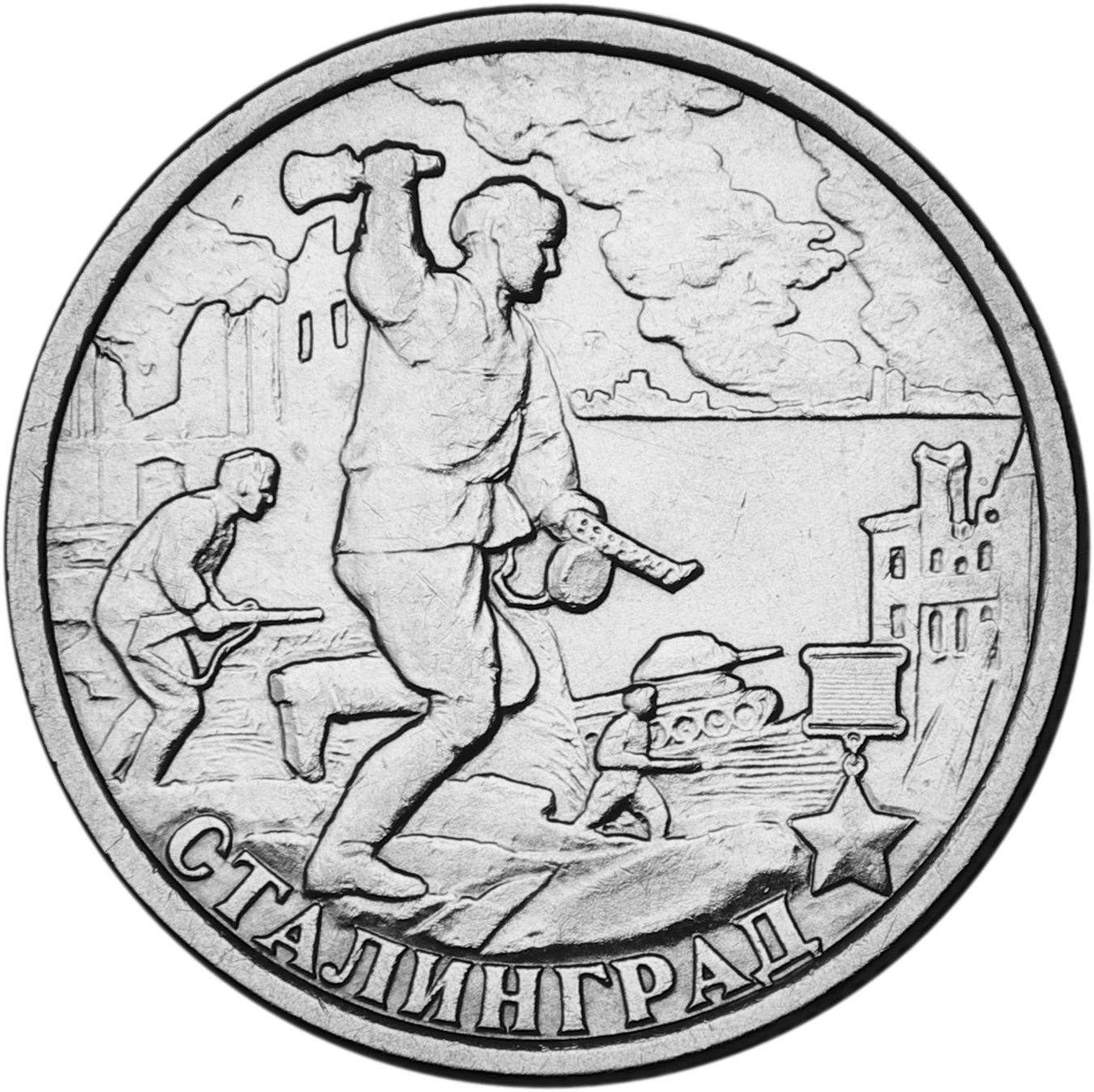
Médaille commémorative de la bataille de Stalingrad.

Volgograd compte 23 villes jumelées :
- Coventry (Royaume-Uni), pacte d’amitié depuis 1943, jumelage officiel en 1955.
- Ostrava (Tchéquie) depuis 1948
- Dijon (France) depuis 1959, jumelage ré-officialisé le 30 octobre 1999.
- Kemi (Finlande) depuis 1953, Pacte d’amitié depuis 1953, jumelage officiel en 1959.
- Turin (Italie) depuis 1961
- Liège (Belgique) depuis 1965 jumelage ré-officialisé le 3 novembre 1999. À la suite de l'invasion de l'Ukraine par la Russie en 2022, la ville de Liège a suspendu son jumelage avec  Volgograd, établi en 1959[21].
- Port-Saïd (Égypte) depuis 1962
- Chennai (Inde) depuis 1966
- Hiroshima (Japon) depuis 1972
- Cologne (Allemagne) depuis 1988
- Chemnitz (Allemagne) depuis 1988
- Cleveland (États-Unis) depuis 1990
- Toronto (Canada) depuis 1991
- Jilin (Chine) depuis 1994
- Chengdu (Chine) depuis 1998 (info non confirmée, voir aussi en 2011)
- Kruševac (Serbie) depuis 1999
- Roussé (Bulgarie) depuis 2001
- Płońsk (Pologne) depuis 2008
- Sandanski (Bulgarie) depuis 2008
- Orlando (États-Unis) depuis 2008
- Olevano Romano (Italie) depuis 2010
- Izmir (Turquie) depuis 2011
- Chengdu (Chine) depuis 2011

## Population et société

### Démographie
Recensements (*) ou estimations de la population :
| 1811  | 1856  | 1897*  | 1926*   | 1939*   | 1959*   |
| ----- | ----- | ------ | ------- | ------- | ------- |
| 3 800 | 7 200 | 55 186 | 148 393 | 445 312 | 593 844 |

| 1970*   | 1979*   | 1989*   | 2002*     | 2010*     | 2013      |
| ------- | ------- | ------- | --------- | --------- | --------- |
| 817 647 | 928 894 | 998 864 | 1 011 417 | 1 021 215 | 1 018 790 |

| 2014      | 2015      | 2016      | - | - | - |
| --------- | --------- | --------- | - | - | - |
| 1 017 985 | 1 017 451 | 1 016 137 | - | - | - |

### Éducation
Il existe plus d’une vingtaine d’établissements d'enseignement, parmi ceux-ci, nous distinguerons plus particulièrement les établissements universitaires suivants : l’université nationale de Volgograd, l’université nationale d’enseignement technique (Ancienne université polytechnique de Volgograd), l’académie de médecine, l’académie des services d’État ainsi que de l’académie de l’industrie, et le conservatoire de Volgograd.

### Sports
Le handball est le sport numéro un à Volgograd. En effet, la ville abrite deux célèbres clubs, le HC Dinamo Volgograd (club féminin) et le Kaustik Volgograd (club masculin) ; les deux clubs participent fréquemment à la coupe d'Europe, d’ailleurs le HC Dinamo Volgograd, qui compte une dizaine de sacres nationaux, a remporté la Coupe EHF en 2008, tandis que le Kaustik Volgograd a remporté quatre fois le championnat russe mais subit depuis plusieurs années la domination du Medvedi Tchekhov.
La ville abrite également le club omnisports du SC Rotor Volgograd, dont la section football est la plus réputée mais n'évolue pas parmi l'élite ; la ville abritait également le FC Olimpia Volgograd, disparu en 2009 : le club n'a jamais brillé que ce soit au niveau européen ou au niveau russe.
En 2018, Volgograd a accueilli des matches de la Coupe du Monde de football.

#### Clubs sportifs
Football
- FK Rotor Volgograd
- FK Olimpia Volgograd (ancien club)

Handball
- HC Dinamo Volgograd
- Kaustik Volgograd

#### Lieux de sports et stades

##### Stade central
Le stade central se trouve dans l'avenue Lénine, située plus au sud par rapport à la colline Mamaïev. Il peut accueillir 38 000 personnes depuis les aménagements de l’année 2000. Le club de football local, FK Rotor Volgograd, y joue ses matchs. Volgograd accueillera quelques matchs de la coupe du monde 2018, pour l'événement le stade passera à une capacité de plus de 45 000 places.

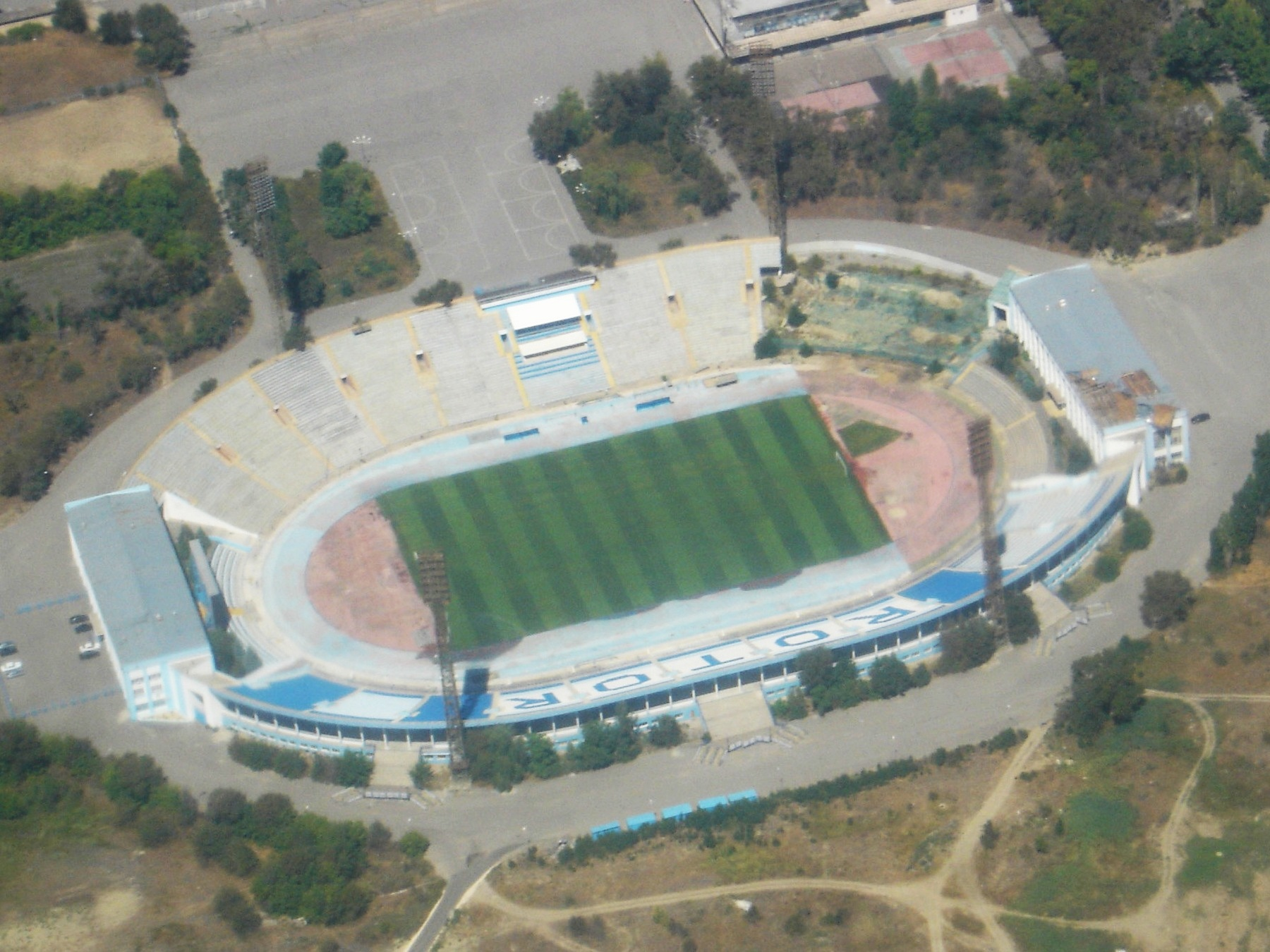
Stade central de Volgograd.

##### Palais des sports
Le palais des sports se trouve aussi Avenue Lénine, mais cette fois-ci plus au nord de la colline Mamaïev. Il accueille plusieurs compétitions et clubs locaux parmi lesquels on peut distinguer l’équipe féminine de Handball du HC Dinamo Volgograd ou encore le Kaustik Volgograd deux importants clubs russes de handball. Les salles du palais des sports sont aussi utilisées pour divers concerts et expositions.

#### Coupe du monde 2018 à Volgograd
En 2018, Volgograd a accueilli quatre matches de la Coupe du monde de football. Dans cet objectif, un stade moderne, la Volgograd Arena, a été construit sur une rive de la Volga. La capacité du stade est de 45 000 places, y compris des places pour les médias et des places VIP et des places pour les personnes à mobilité réduite.
Cette arène a accueilli les matches suivants :
- Groupe G : Tunisie  1 - 2  Angleterre, le 18 juin à 21 heures
- Groupe D : Nigeria  2 - 0  Islande, le 22 juin à 18 heures
- Groupe A : Arabie saoudite  2 - 1  Égypte, le 25 juin à 17 heures
- Groupe H : Japon  0 - 1  Pologne, le 28 juin à 17 heures

Sur le quai portant le nom de la 62e armée, pour les amateurs du football, un Festival des supporteurs de la FIFA a été organisé. Il a fonctionné pendant toute la durée de la Coupe du monde. Les supporteurs ont pu y voir les matchs sur grand écran et visiter les zones de divertissements et les aires de restauration.

## Économie
De nos jours, Volgograd est toujours une importante ville industrielle, qui inclut la construction navale, les raffineries de pétrole, les usines de production métallurgique et d’aluminium, les manufactures de construction de machines et de véhicules ainsi que des centres pétrochimiques. De plus, une importante centrale hydro-électrique est située à proximité des quartiers nord de la ville.

### Industries

#### Énergie hydroélectrique
7 400 personnes travaillent dans ce domaine, ce qui représente 7,3 % du total des travailleurs du milieu industriel. Ce domaine représente 8,3 % de l’activité industrielle générée par la ville. La production estimée en 2003 se monte à un total de 105,77 millions d’euros.

#### Énergie fossile
5 100 personnes travaillent dans le domaine de l’énergie fossile, ce qui représente 5 % du total des travailleurs du milieu industriel. Ce domaine représente 19 % de l’activité industrielle générée par la ville. La production estimée en 2003 se monte à un total de 230 millions d’euros.
L’entreprise principale de ce domaine se nomme Lukoil-Volgogradneftepererabotka.

#### Sidérurgie
11 700 personnes travaillent dans la sidérurgie, ce qui représente 11,8 % du total des travailleurs du milieu industriel. Ce domaine représente 10,1 % de l’activité industrielle générée par la ville. La production estimée en 2003 se monte à un total de 130 millions d’euros.

#### Métallurgie
3 700 personnes travaillent dans le domaine de la métallurgie, ce qui représente 3,7 % du total des travailleurs du milieu industriel. Ce domaine représente 9,4 % de l’activité industrielle générée par la ville. La production estimée en 2003 se monte à un total de 118,3 millions d’euros.
L’entreprise principale de ce domaine se nomme Volgogradsky aluminievy zavod (c’est-à-dire, « L’usine d’aluminium de Volgograd »)

#### Industrie chimique
18 300 personnes travaillent dans l’industrie chimique, ce qui représente 18 % du total des travailleurs du milieu industriel. Ce domaine représente 15,7 % de l’activité industrielle générée par la ville. La production estimée en 2003 se monte à un total de 187,6 millions d’euros.

#### Construction mécanique
33 500 personnes travaillent dans ce domaine, ce qui représente 33 % du total des travailleurs du milieu industriel. Ce domaine représente 15,1 % de l’activité industrielle générée par la ville. La production estimée en 2003 se monte à un total de 193,4 millions d’euros.

#### Industrie de guerre
La production de tracteurs (STZ pour Stalingradskiy Traktornyy Zavod) et de chars est représentée par deux usines principales, l'usine « Barrikadi » (qui fabrique du matériel d’artillerie et des missiles) et l’« Usine des chantiers navals » (qui fabrique diverses péniches, bateaux et tankers) située près de la Volga. En temps de paix, elles produisent aussi des engins de la vie quotidienne comme des tracteurs, camions etc.

#### Industrie du bois
1 800 personnes travaillent dans l’industrie du bois, ce qui représente 1,8 % du total des travailleurs du milieu industriel. Ce domaine représente 1 % de l’activité industrielle générée par la ville. La production estimée en 2003 se monte à un total de 12,5 millions d’euros.

#### Construction mécanique
4 800 personnes travaillent dans la construction mécanique, ce qui représente 4 % du total des travailleurs du milieu industriel. Ce domaine représente 3,7 % de l’activité industrielle générée par la ville. La production estimée en 2003 se monte à un total de 46 millions d’euros.

#### Manufacture
1 500 personnes travaillent dans ce domaine, ce qui représente 1,5 % du total des travailleurs du milieu industriel. Ce domaine représente 0,2 % de l’activité industrielle générée par la ville. La production estimée en 2003 se monte à un total de 26,6 millions d’euros.

#### Agroalimentaire
(On décompte ici tout ce qui touche à la nourriture, aux boissons et au tabac.)
10 000 personnes travaillent dans le domaine agroalimentaire, ce qui représente 9,5 % du total des travailleurs du milieu industriel. Ce domaine représente 15,2 % de l’activité industrielle générée par la ville. La production estimée en 2003 se monte à un total de 18,5 millions d’euros.

## Transports

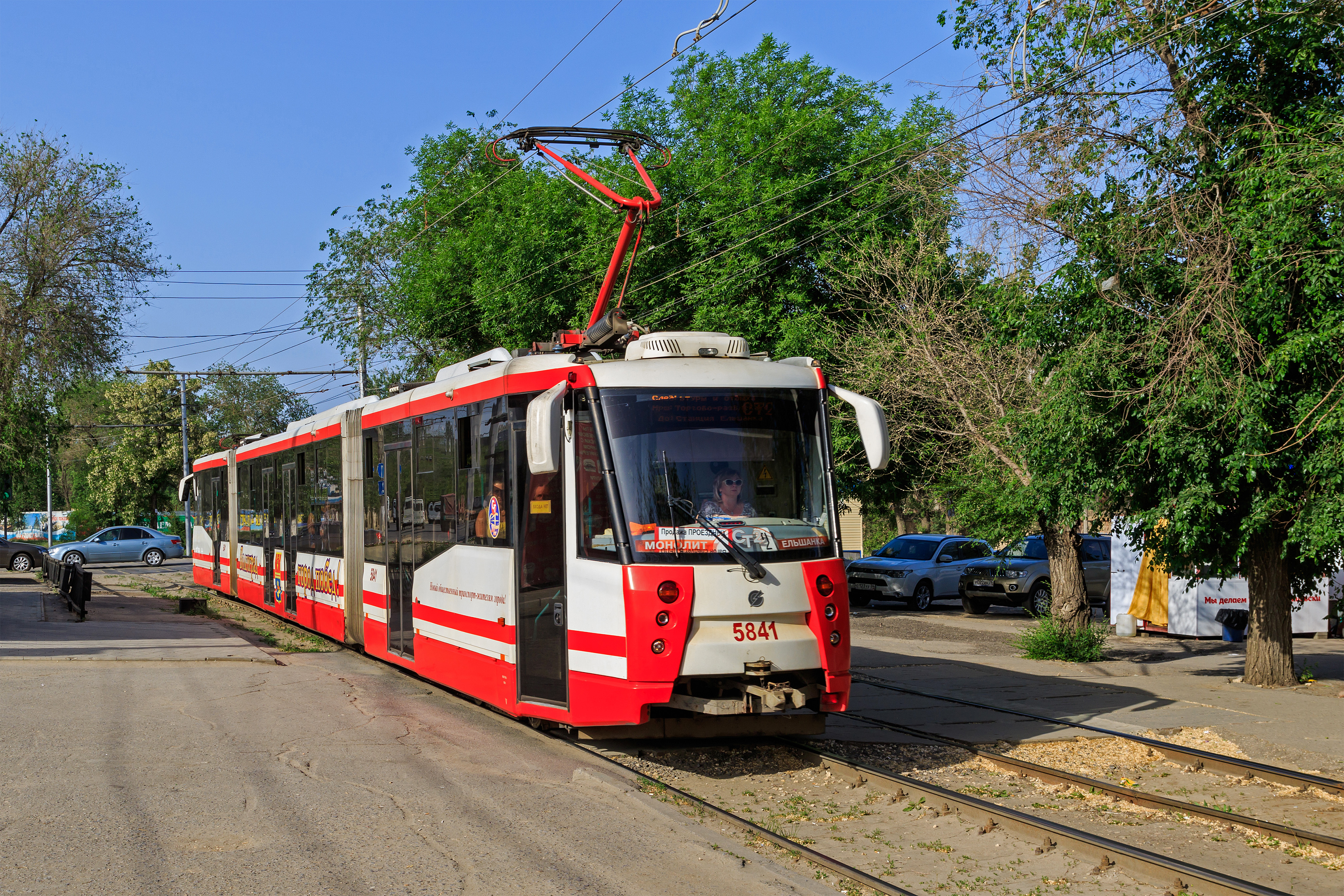
Tramway de Volgograd.

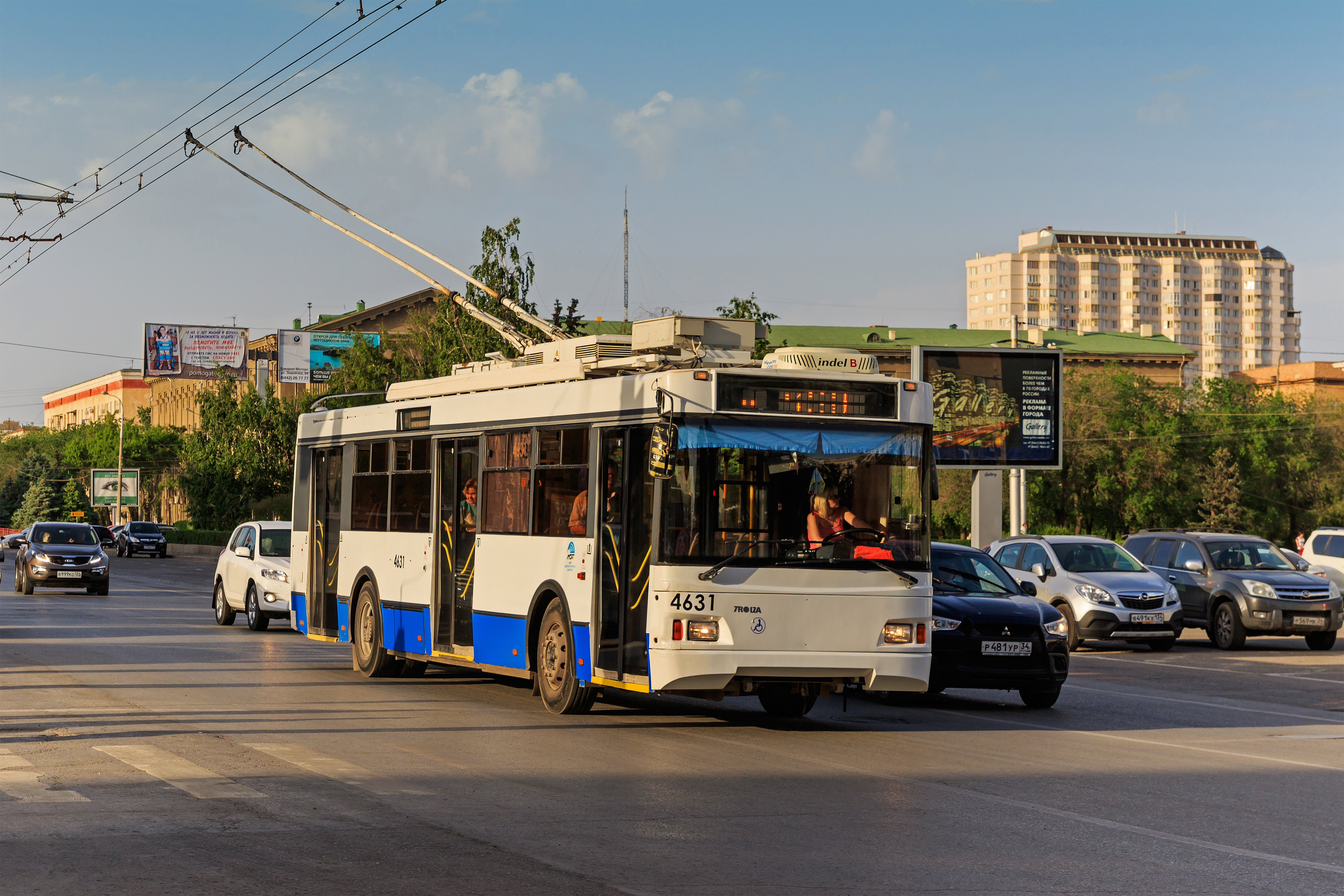
Trolleybus de Volgograd.

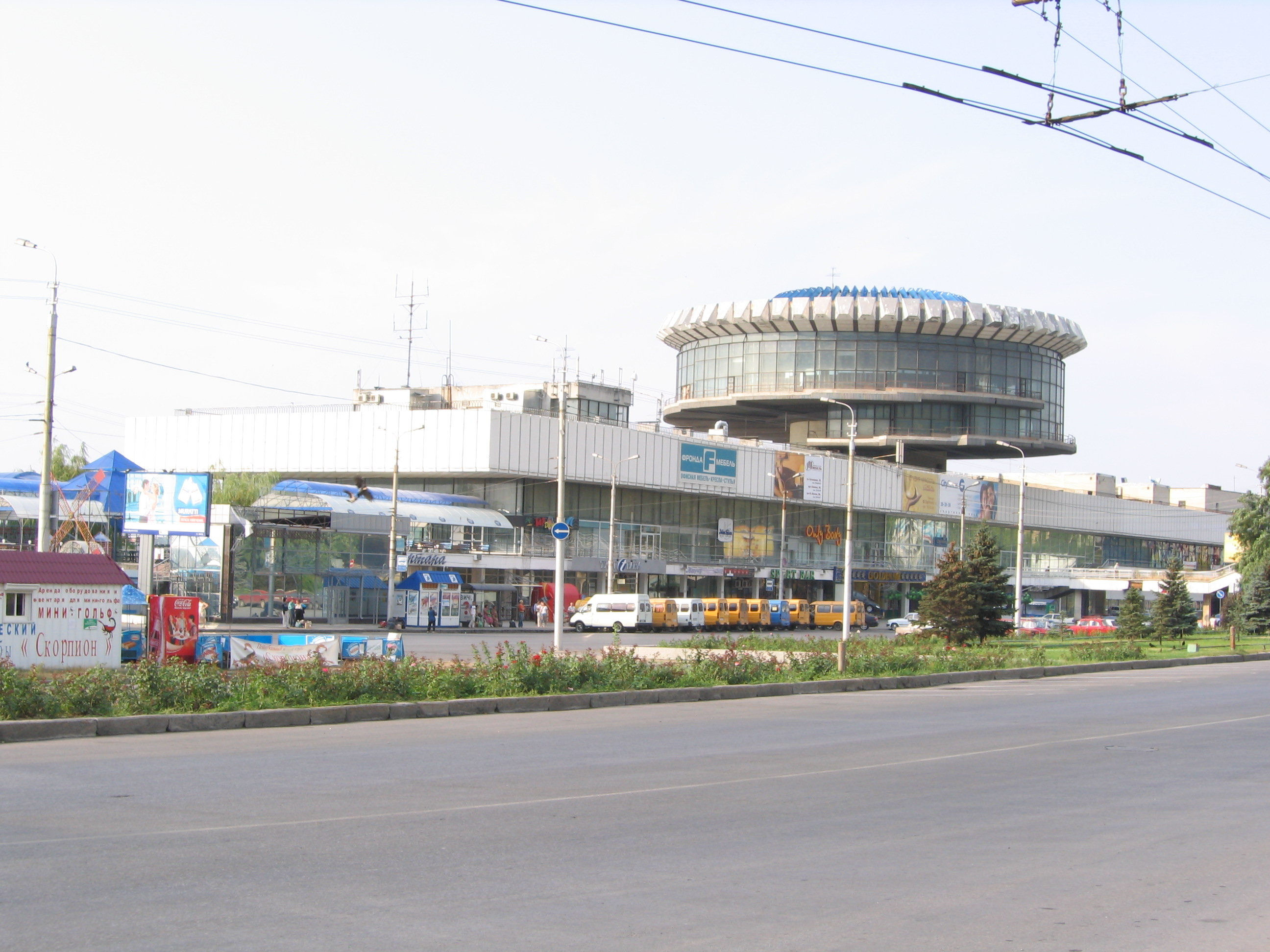
Port fluvial, vue du bâtiment principal et de la zone de fret.

Les transports en commun de la ville sont constitués d’un réseau de bus, trolleybus et de tramway.
Depuis 1985, il existe un réseau de métro, sa longueur s’étend sur 13,5 km le long de la ville ; il suit la route principale (nommée Avenue de Lénine) qui traverse la ville et réunit l’arrondissement central avec les deux arrondissements que sont Traktorozavodsky et Krasno Oktjabrsky (Octobre Rouge). Dans la partie centrale de la ville, les rails de chemins de fer sont souterrains. Il existe des projets afin de prolonger les rails vers des arrondissements plus éloignés.
Un train de banlieue réunit tous les arrondissements de la ville.

On notera aussi la présence de l’autoroute E40 ainsi que de l’autoroute Kaspy (qui assure la liaison avec la mer Caspienne ; M6 au format russe).

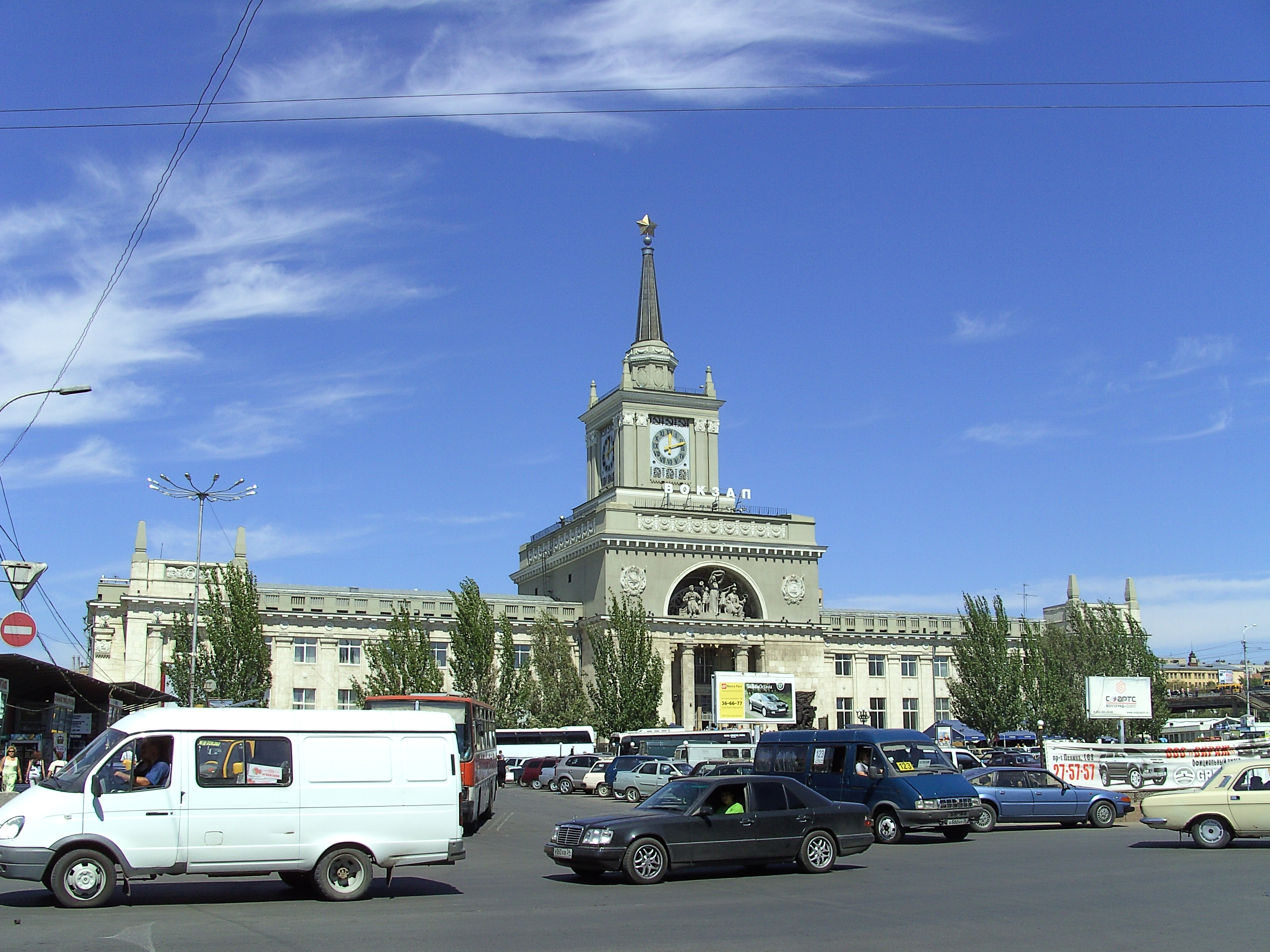
Gare ferroviaire, vue du bâtiment principal.

### Gare ferroviaire
Ce bâtiment typiquement d’architecture stalinienne fut reconnu comme monument historique en 1997.

### Port fluvial
C’est un des bâtiments les plus grands de sa catégorie en Europe. Dans les années 80 ce fut un des ports qui assura le plus important trafic de la Volga, qu’il soit de voyageurs ou de marchandises. La longueur de ce bâtiment est de 296 mètres ce qui égale la longueur de la place Rouge à Moscou.
La hauteur de la gare, en son point culminant, est de 47 mètres. La salle d’attente peut contenir jusqu’à 700 personnes. Jusqu’à 6 bateaux peuvent appareiller en même temps.
Le bâtiment de la gare abrite aussi une salle de concert et de spectacles.

### Aéroport
L’aéroport de Volgograd (Code IATA : VOG) a été construit dans la banlieue Goumrak. Il fut construit à la place d’un ancien aérodrome allemand. Il est capable de recevoir les avions et hélicoptères de tout type.

## Culture locale et patrimoine

### Vie culturelle
- Le Théâtre national des Cosaques, construit en décembre 1992, est le seul théâtre dont les pièces sont basées sur les évènements historiques et le folklore des cosaques.
- Le Théâtre municipal de la comédie musicale : fondé en 1932 sous le nom de Comédie musicale de Stalingrad, il se situe près des quais. Le théâtre connaît son heure de gloire dans les années 1960-70, époque où les pièces ont été composées par les auteurs soviétiques pour les exécutants du théâtre. En 1995, il a été reformé en théâtre municipal.
- Nouveau théâtre expérimental. Ouvert en 1995 à la place du théâtre dramatique Maxime Gorky. C’est le premier théâtre qui embauche ses artistes uniquement par des contrats de travail. Ses nouvelles formes de l’art dramatique sont souvent sujettes aux critiques.
- Théâtre des marionnettes, situé au croisement de l’avenue de Lénine et de l’allée des Héros, est inauguré le 1er novembre 1936. Il est organisé dans un premier temps par les travailleurs de la scierie, puis, le 19 avril 1937, reconnu comme professionnel. Depuis septembre 1956 et encore aujourd’hui, il ouvre ses portes au public. Les pièces montées dans ce théâtre sont basées sur les contes russes et étrangers. Il fonctionne sous l’égide du Théâtre des jeunes spectateurs de Stalingrad.
- Théâtre des jeunes spectateurs de Volgograd : ouvert le 22 mars 1979. Le théâtre de Stalingrad de l’époque d’avant-guerre a été réduit en ruines lors de la bataille de Stalingrad et n’a jamais été reconstruit. La construction du théâtre a une longue histoire, bâtiment de sport au début, il a été transformé en centre culturel et vers la fin de travaux le bâtiment est à nouveau qualifié en théâtre. Par suite de diverses fautes d’architecture lors de la construction du métro dans les années 1980, la façade du bâtiment a commencé à s’écrouler. Le théâtre est ouvert au public malgré les travaux de réparation qui aujourd’hui durent encore…
- Orchestre symphonique de Volgograd, formé en 1987.

### Patrimoine culturel

#### Monuments de la Seconde Guerre mondiale
- La statue de la Mère-Patrie est, selon la légende nationale, « le point le plus élevé de la Russie ». Avec ses 52 mètres, elle est plus haute que la statue de la Liberté. Elle est formée de 5 500 tonnes de béton et 2 400 tonnes de métal. L’épée mesure 29 m et pèse 14 tonnes, tandis que la partie suspendue du châle pèse 250 tonnes. De nos jours, le kourgane Mamaïev représente un monument historique consacré aux héros de la bataille, le monument central de cet ensemble est la sculpture de la « Mère patrie qui appelle ».

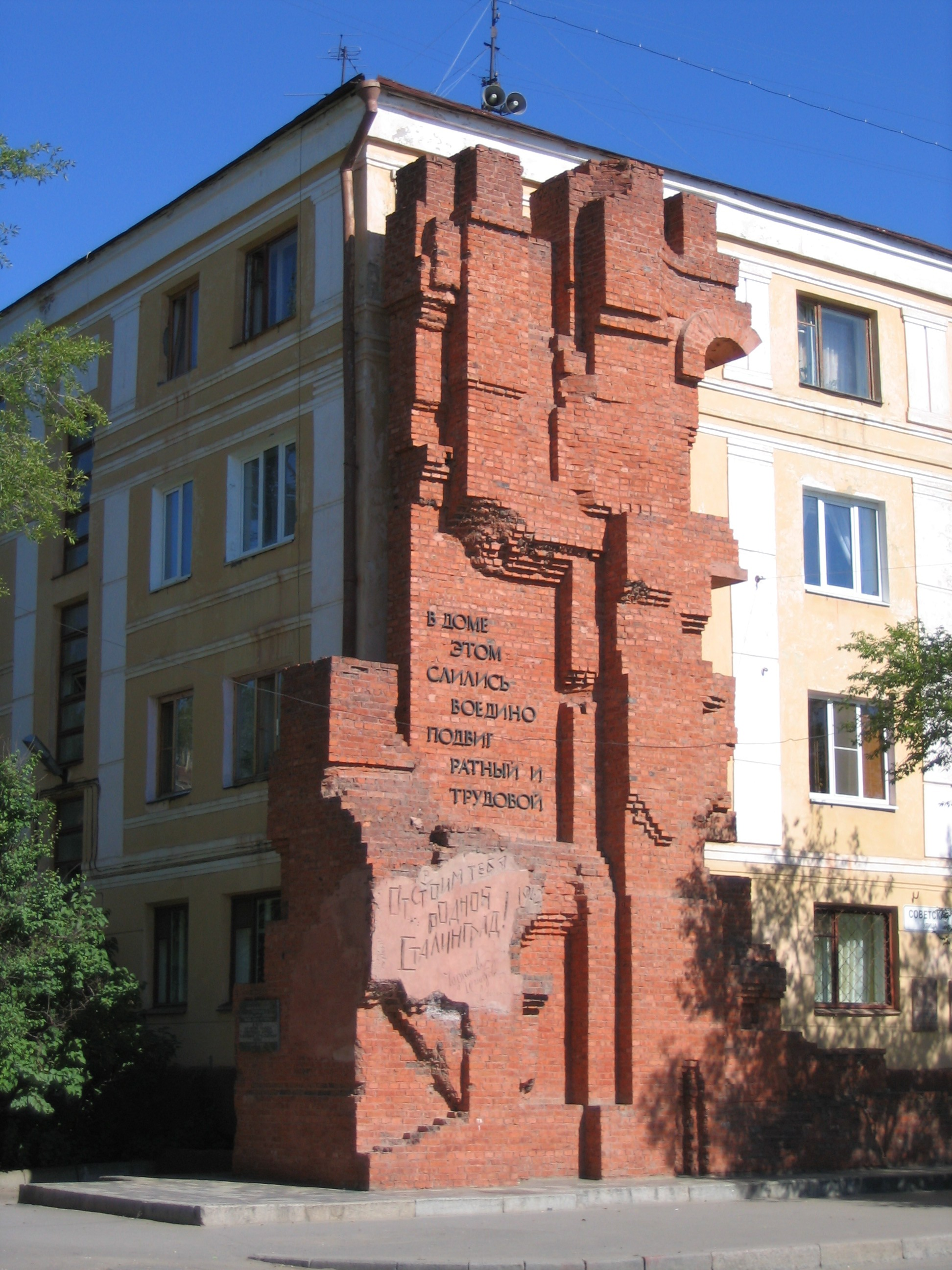
Les vestiges du bâtiment dit Maison Pavlov.

- Inauguré en 1982, le musée panoramique, consacré à « la défaite des troupes de la Wehrmacht à Stalingrad », est situé sur le quai central de la ville.
- Les vestiges de l’ancien moulin, le seul bâtiment qui a survécu à la guerre.
- La maison Pavlov, un bâtiment en brique qui était l’un des points stratégiques pendant la bataille et qui a été défendu par un sergent nommé Pavlov, appartenant à la 13e division de fusiliers de la Garde commandée par Alexandre Rodimtsev.
- L’allée des Héros est une rue piétonne qui réunit le quai de la Volga et la place des combattants. Elle se termine par un obélisque, inauguré le 8 septembre 1985. Ce monument est consacré aux héros de l’Union soviétique médaillés originaires de la région de Volgograd, et plus largement aux héros de la bataille de Stalingrad. Sur cet obélisque, on peut lire les 127 noms de héros, parmi lesquels trois personnes ont été nommées deux fois héros de l'Union soviétique, et 28 ont reçu la « médaille de la Gloire ». L'allée des Héros.

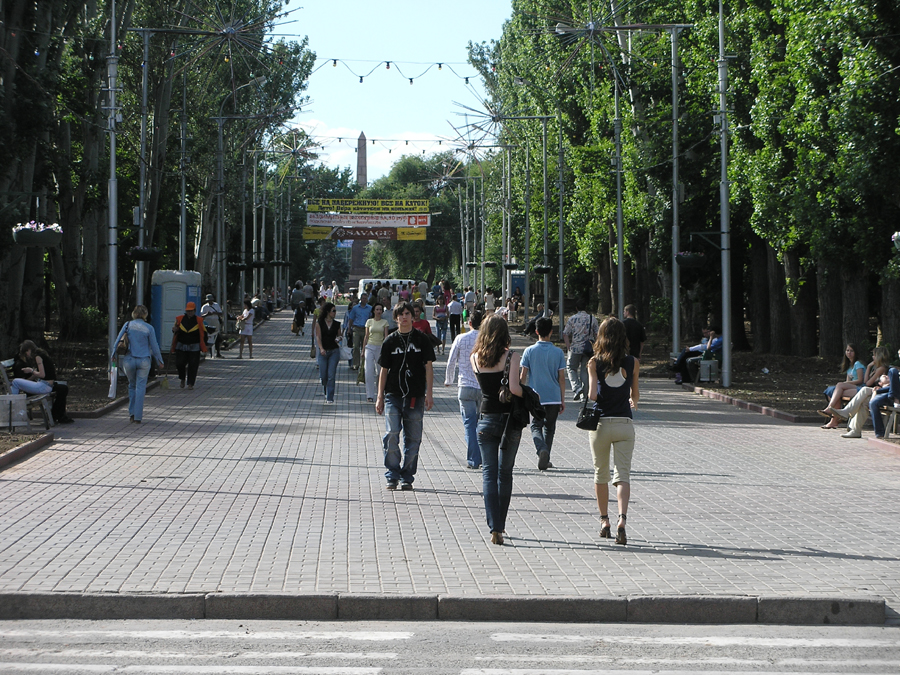
L'allée des Héros.

#### Monuments historiques

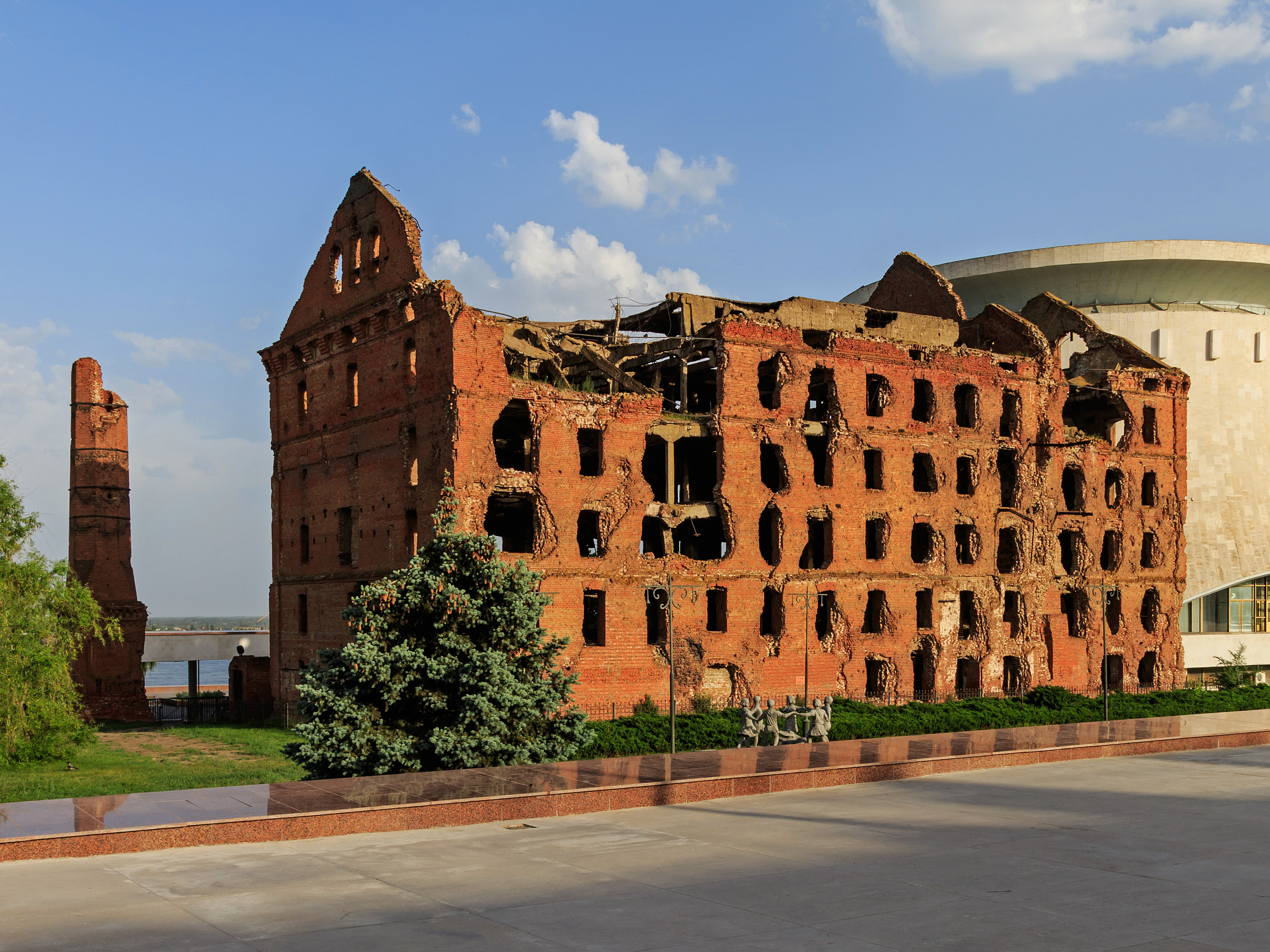
Ruines du moulin de Volgograd, un des rares bâtiments ayant réchappé aux bombardements de la guerre.

Peu de monuments de Volgograd n'ont pas de rapport à la Seconde Guerre mondiale, à la suite des bombardements des 22 et 23 août 1942 les troupes de la Wehrmacht ont détruit 90 % de la partie nord de la ville jusqu'au lit de la rivière Tsaritsa. Un seul bâtiment – un moulin – a résisté.

##### Place des combattants tombés
Jusqu'au 8 février 1920, elle portait le nom de la place d'Alexandre. C'est un des rares monuments qui n'ait pas un rapport avec la guerre. Ce nom lui fut donné après la guerre civile et consacré aux combattants tombés lors des combats qui se déroulent dans la ville.
Au-dessus de la fosse commune fut construit l'obélisque qui leur est consacré. Le 4 février 1943, on rajouta les corps d’un peu plus d'une centaine de combattants de la Seconde Guerre mondiale.
Aujourd’hui, l'obélisque de 26 mètres, fait de granit rouge et noir s'élève au-dessus de cette fosse. Le 1er février 1963, le feu éternel est allumé au nom du courage et de l’héroïsme de tous les combattants de la ville.

#### Autres bâtiments de la ville
Parmi les monuments d'architecture, on peut distinguer les bâtiments suivants :
- le bâtiment du musée de la région de Volgograd, autrefois le bâtiment de l'assemblée de la noblesse ;
- la tour de contrôle de pompiers de Tsaritsyne ;
- le bâtiment de l'hôtel « Volgograd », fondé en 1890 par le marchand Vassili Voronine, un des premiers hôtels luxueux de la ville. Dans les années 1930, un troisième étage fut ajouté, puis un quatrième en 1955, tout en conservant le style architectural de l'époque tsariste ;
- la Cathédrale Saint-Alexandre-Nevski de Tsaritsyne reconstruite ;
- l'église catholique Saint-Nicolas, construite en 1899.

### Autres curiosités
- Le planétarium de Volgograd, inauguré le 19 septembre 1954, la statue Mir (la paix en russe) couronne le toit du bâtiment.
- Le chemin de fer pour les jeunes (pour les élèves de l’école des ponts et chaussées) construit en 1948 le long du quai, a été redirigé vers l’ancien lit de la rivière Tsaritsa.
- Le débarcadère, aujourd'hui détruit.

### Armoiries
- Drapeau

Le drapeau de la ville de Volgograd est un rectangle rouge, avec au centre les armoiries de la ville. La couleur rouge est la couleur initiale d’une majorité de drapeaux russes, elle symbolise le courage et le sang versé au nom de la patrie, la force, l’énergie et le pouvoir.
- Blason

Le blason de la ville comporte un bouclier doré partagé en deux parties par le ruban de la médaille remise à la ville en mémoire de la défense de Stalingrad pendant la Seconde Guerre mondiale. La partie supérieure symbolise une forteresse pour le moins imprenable située sur la Volga. Elle est représentée par les créneaux colorés en rouge. Les armoiries sont complétées par le symbole de l'étoile dorée offerte à la ville. La partie inférieure porte un engrenage, symbole de la forte industrialisation de la ville ainsi que d'épis de blé, symbole de l'abondance et de la richesse des terres. La couleur bleue qui sert de fond symbolise la Volga.

## Galerie

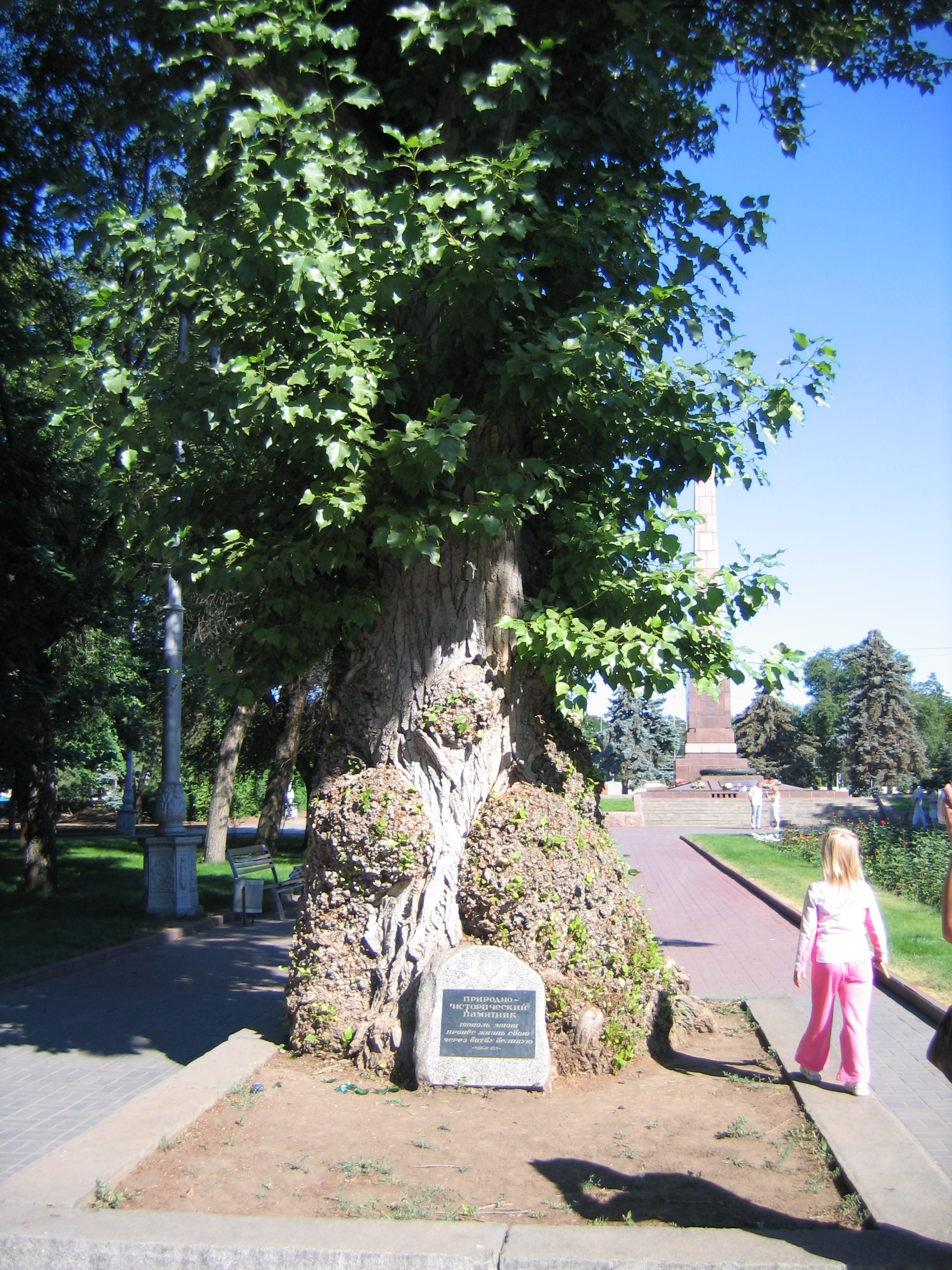
Peuplier ayant survécu à la guerre.
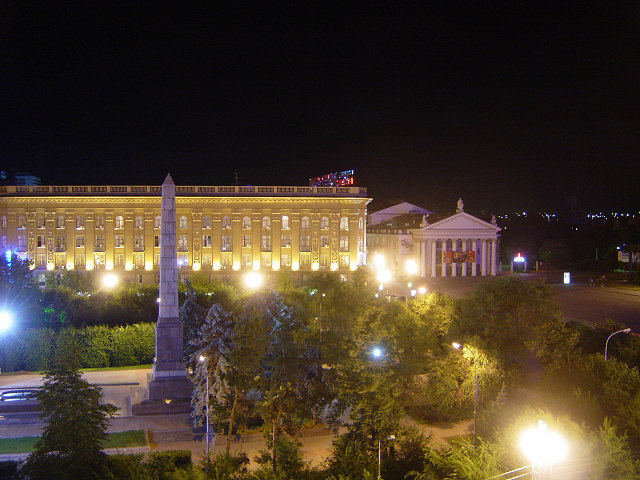
Obélisque situé au bout de l'allée des Héros sur l'avenue Lénine.
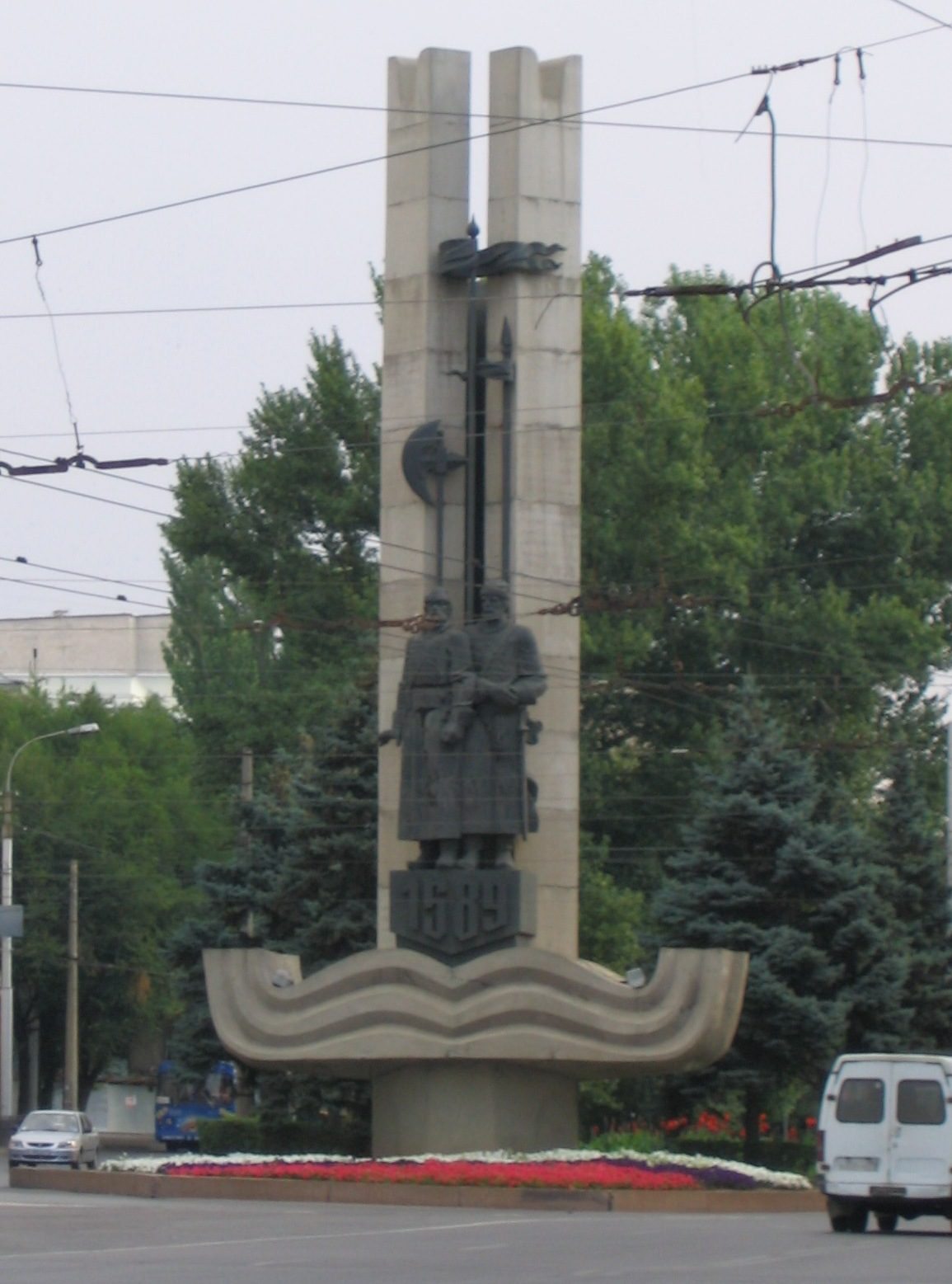
Monument à la fondation de Volgograd.
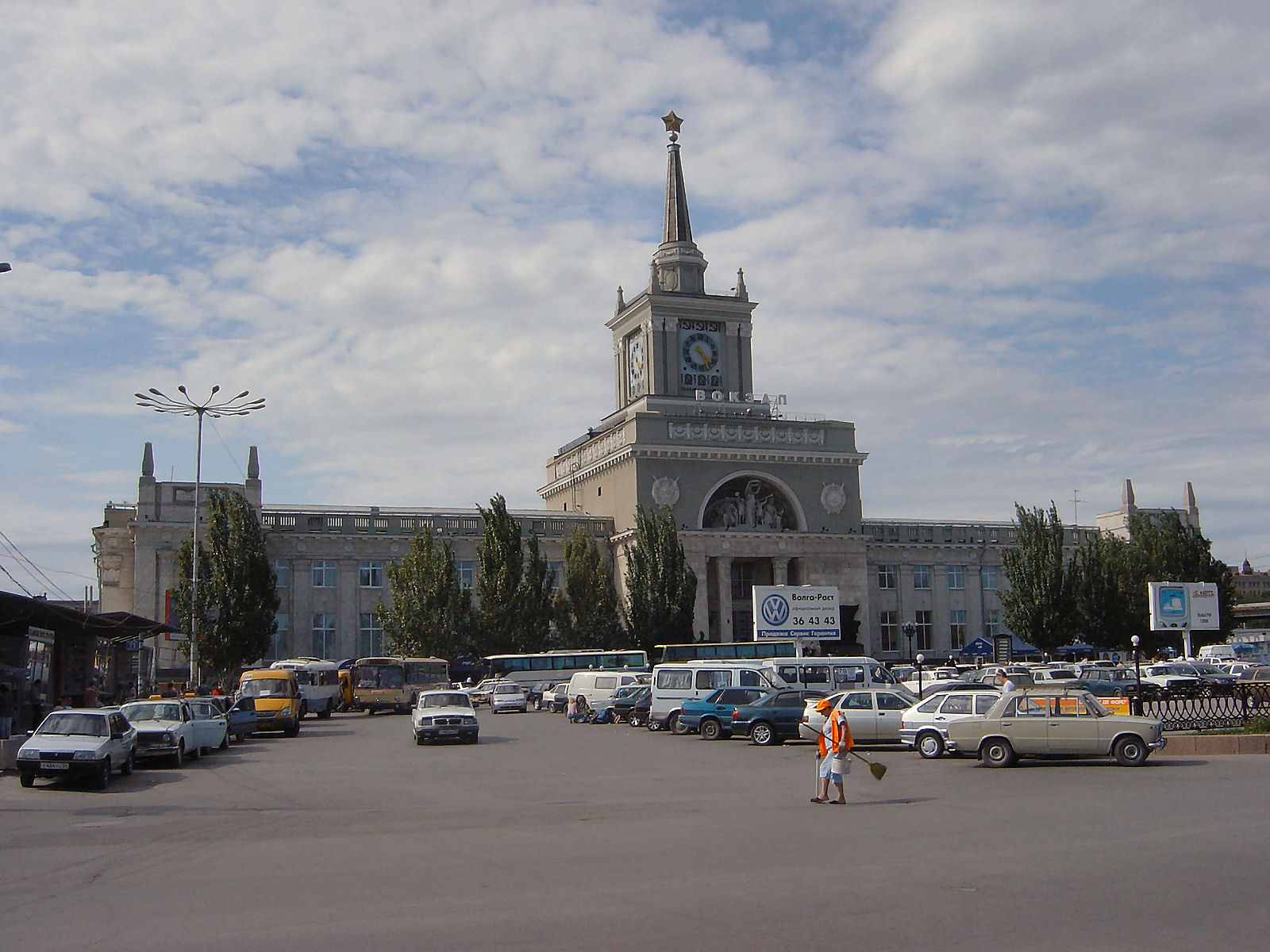
Gare ferroviaire de Volgograd.
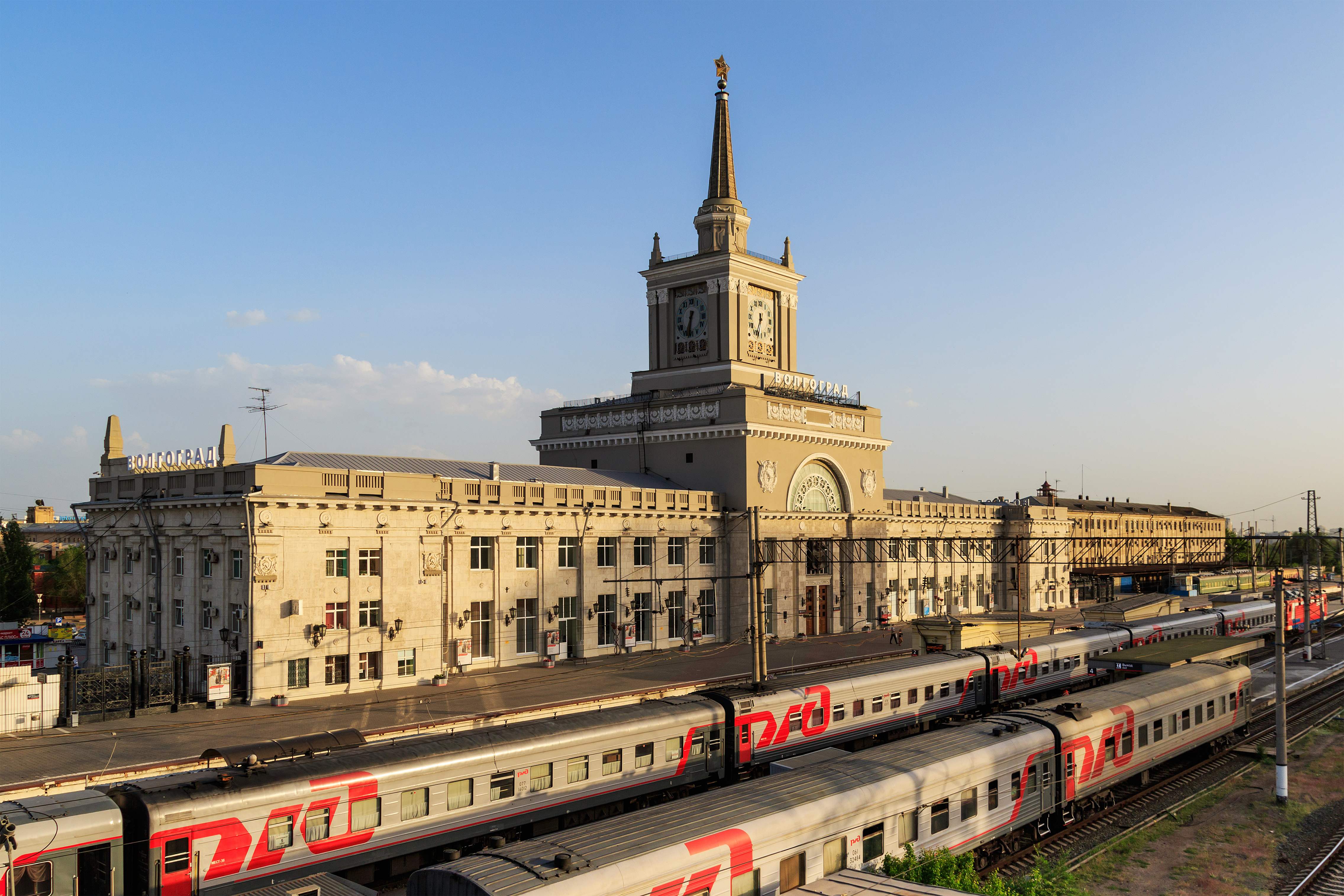
Gare ferroviaire de Volgograd.
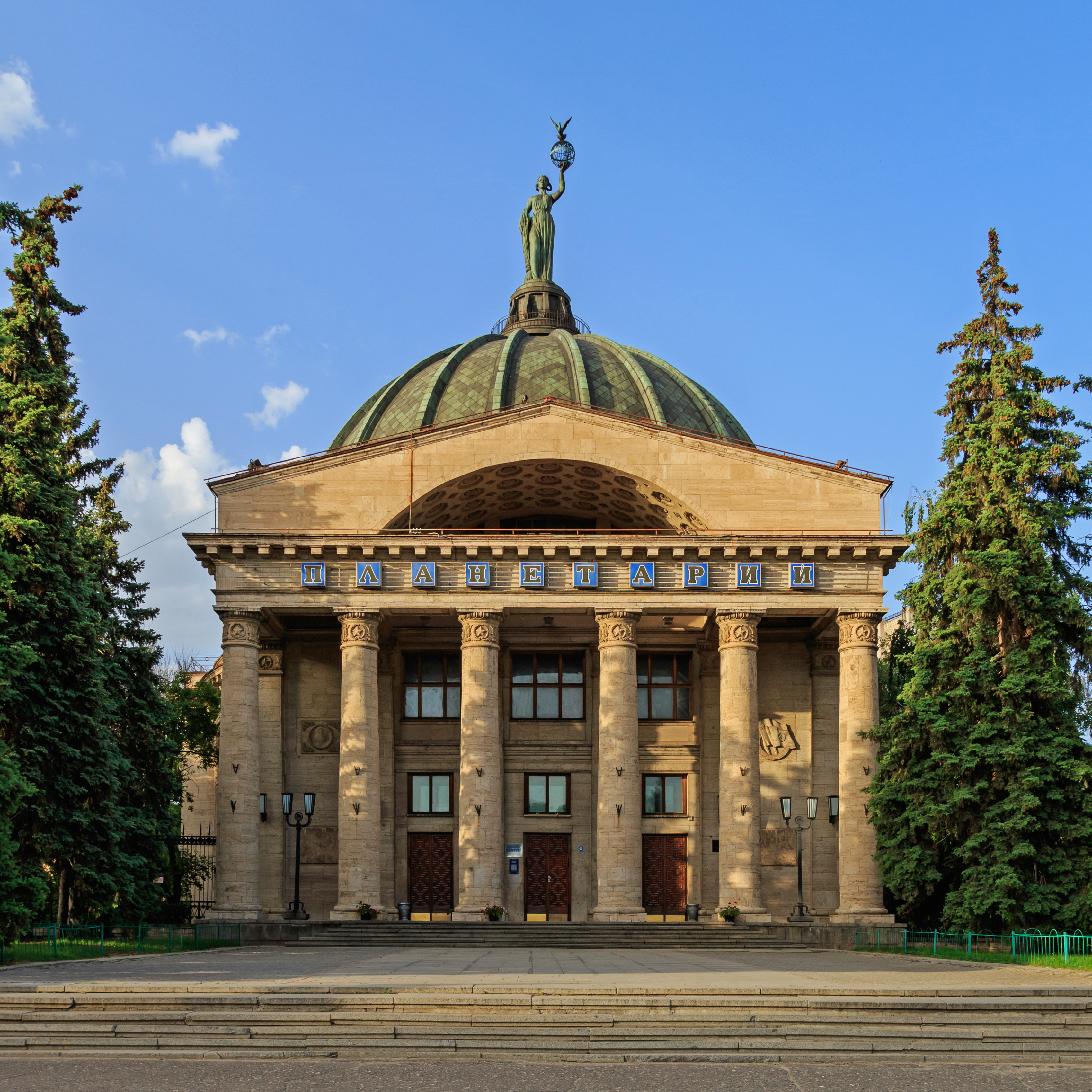
Planétarium.
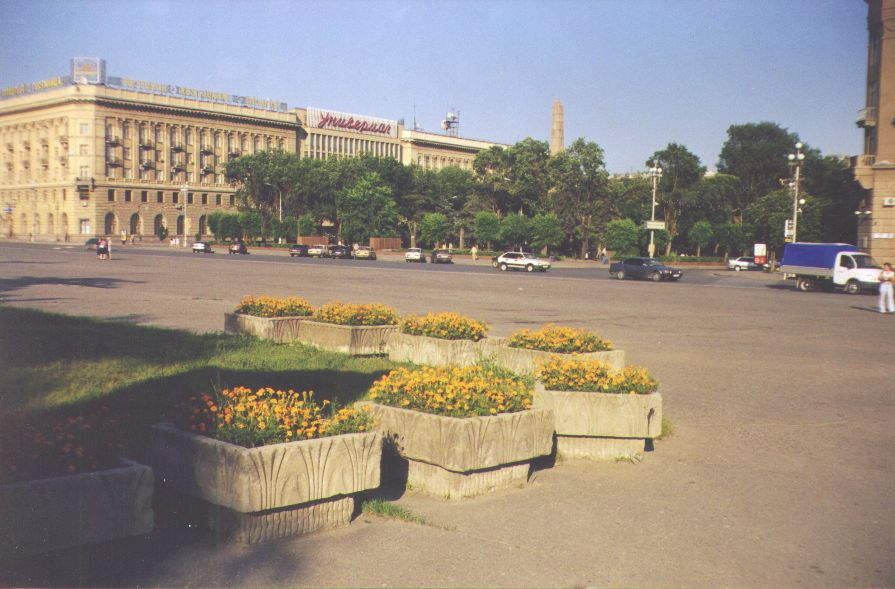
Centre-ville.
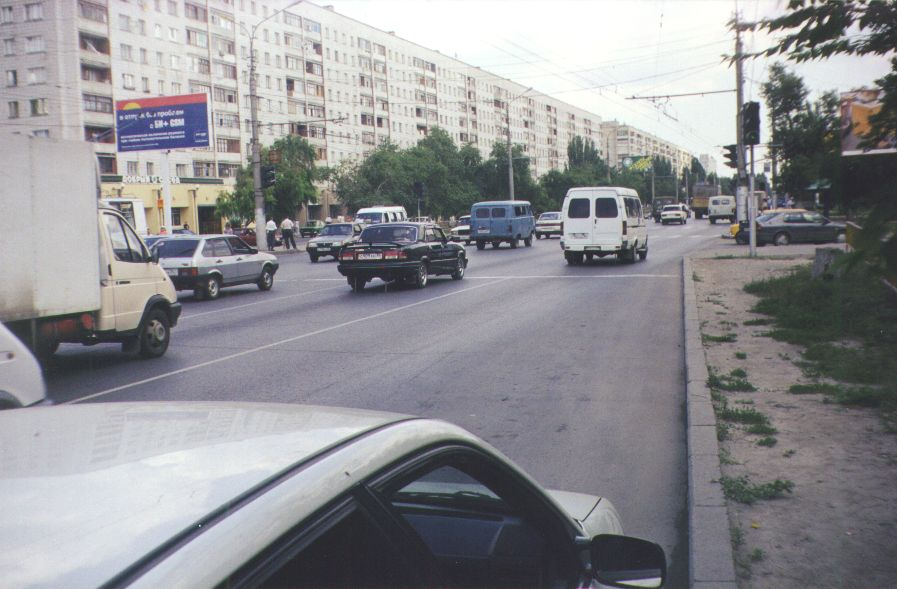
Trafic routier en centre-ville.
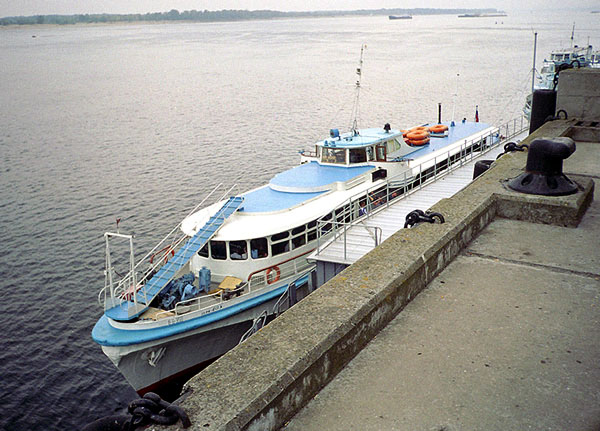
Bateau OM 403 accosté au quai.
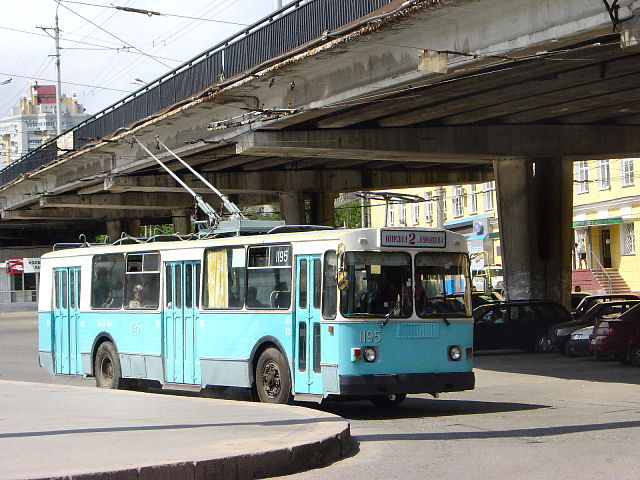
Trolleybus local.

## Pour approfondir